# Sainte-Anne-de-Sabrevois
Sainte-Anne-de-Sabrevois är en kommun av typen socken (municipalité de paroisse) i provinsen Québec i Kanada. Den ligger i regionen Montérégie, i den sydöstra delen av landet, 200 km öster om huvudstaden Ottawa. Antalet invånare var 2 143 vid folkräkningen 2021. Landarean är 45 kvadratkilometer.